# Río Eygues
El río Eygues (llamado Aigues en Vaucluse) es un río de Francia. Nace en los Alpes y desemboca en el río Ródano tras un curso de 114 km por los departamentos de Altos Alpes, Drôme y Vaucluse. Desemboca cerca de Orange.

## Enlaces externos

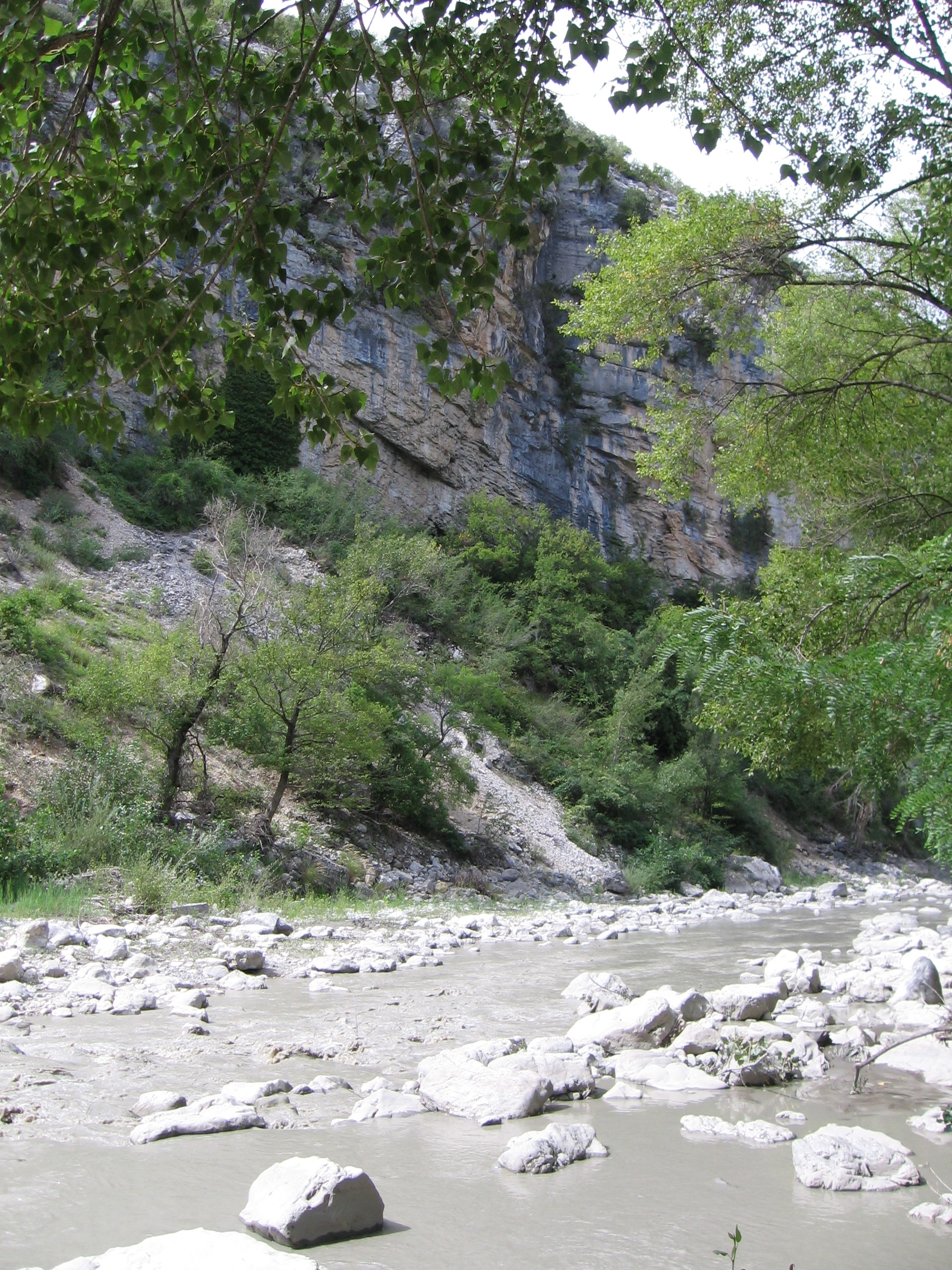
Otra vista del río Eygues cerca de Nyons.